# レーダーサイト (航空自衛隊)

航空自衛隊のレーダーサイト配置。数字は警戒隊

航空自衛隊におけるレーダーサイトについて解説する。航空自衛隊は、空中早期警戒機・空中警戒管制機・地上レーダーサイトの各種対空レーダーにより、日本及びその周辺の空域を監視している。地上レーダーサイトは28ヶ所が整備されている。

## 概要
軍事・安全保障上、敵対的な航空機の監視は重要であり、軍用機が開発された初期には、目視や聴音により航空機の警戒・監視を行っていた。第二次世界大戦頃にレーダーが実用化されると、それを用いた対空警戒も行われるようになった。第二次世界大戦末期に日本本土空襲が始まると本土防空が課題となり、日本陸海軍においても、防空監視哨等の整備のみならず、レーダーの実用化及び配備が行われた。特に防空が主任務の陸軍においては、超短波警戒機甲及び超短波警戒機乙の配備が行われている。
第二次世界大戦後、日本に進駐したアメリカ軍は冷戦の激化に伴い、日本各地においてレーダーサイトを整備・運用した。航空自衛隊の発足後は、それらが日本側に移管され、運用するに至っている。沖縄返還に伴い、沖縄に所在していたアメリカ空軍のレーダーサイトも航空自衛隊に移管された。

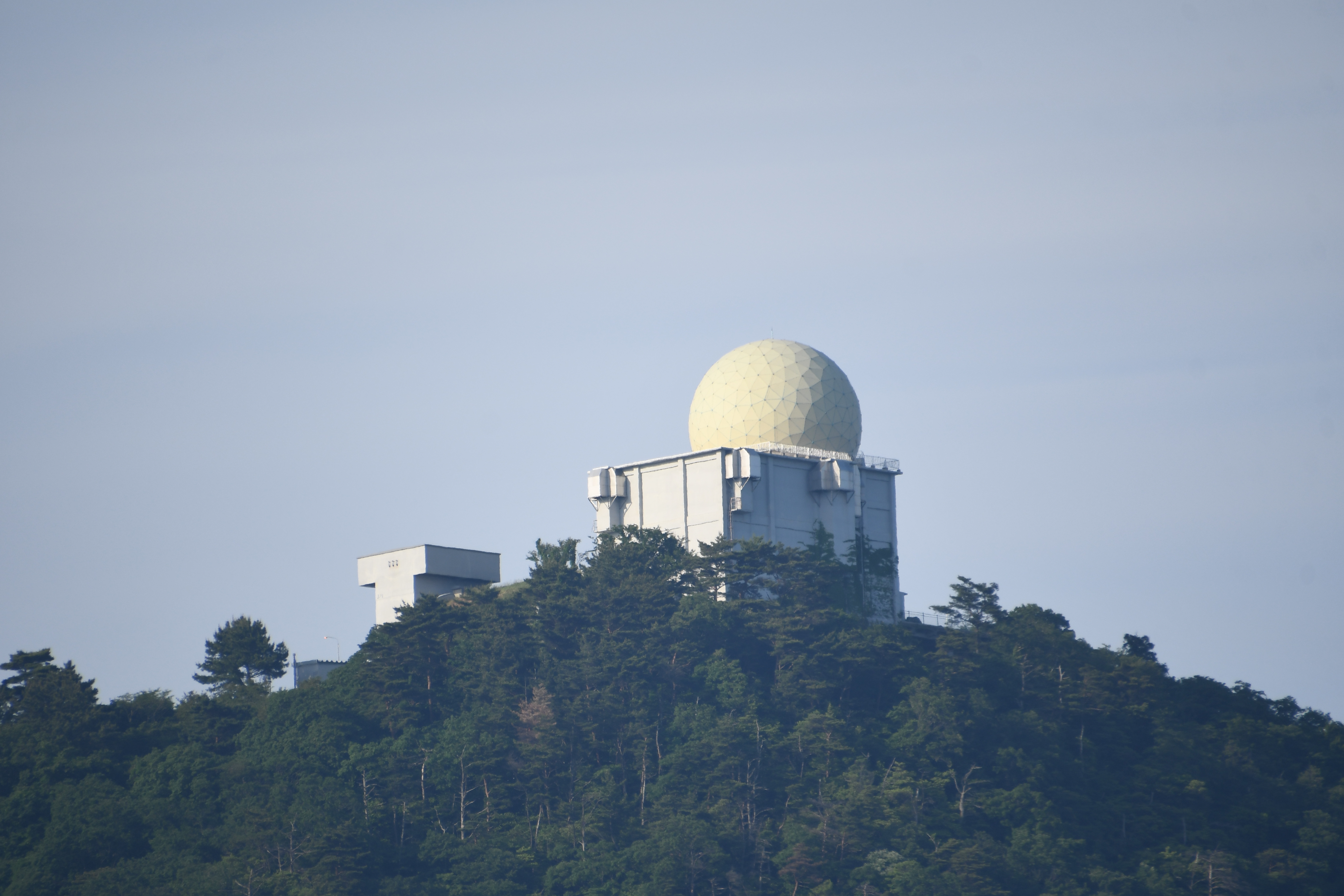
高尾山分屯基地

レーダー機材については、当初はアメリカ製であったが、徐々に国産のレーダー装置に更新されており、弾道ミサイルの脅威が謳われるようになってからは、対弾道ミサイル探知能力の向上も行われてきている。

## 解説
航空自衛隊のレーダーサイト（航空警戒管制部隊）は、以下の通りである。レーダーサイトは、山頂又は海岸沿いといった僻地に設置されることが多く、航空救難団飛行群ヘリコプター空輸隊が三沢・入間・春日・那覇に配備されており、CH-47J大型輸送ヘリコプターが、特に離島等のレーダーサイトへの物資補給などを行っているが、近年の交通網等の発達によりレーダーサイトも都市部へのアクセスは容易となっている。
隊員を輸送するため民生品のマイクロバスなどをサイト用人員輸送車として配備している。

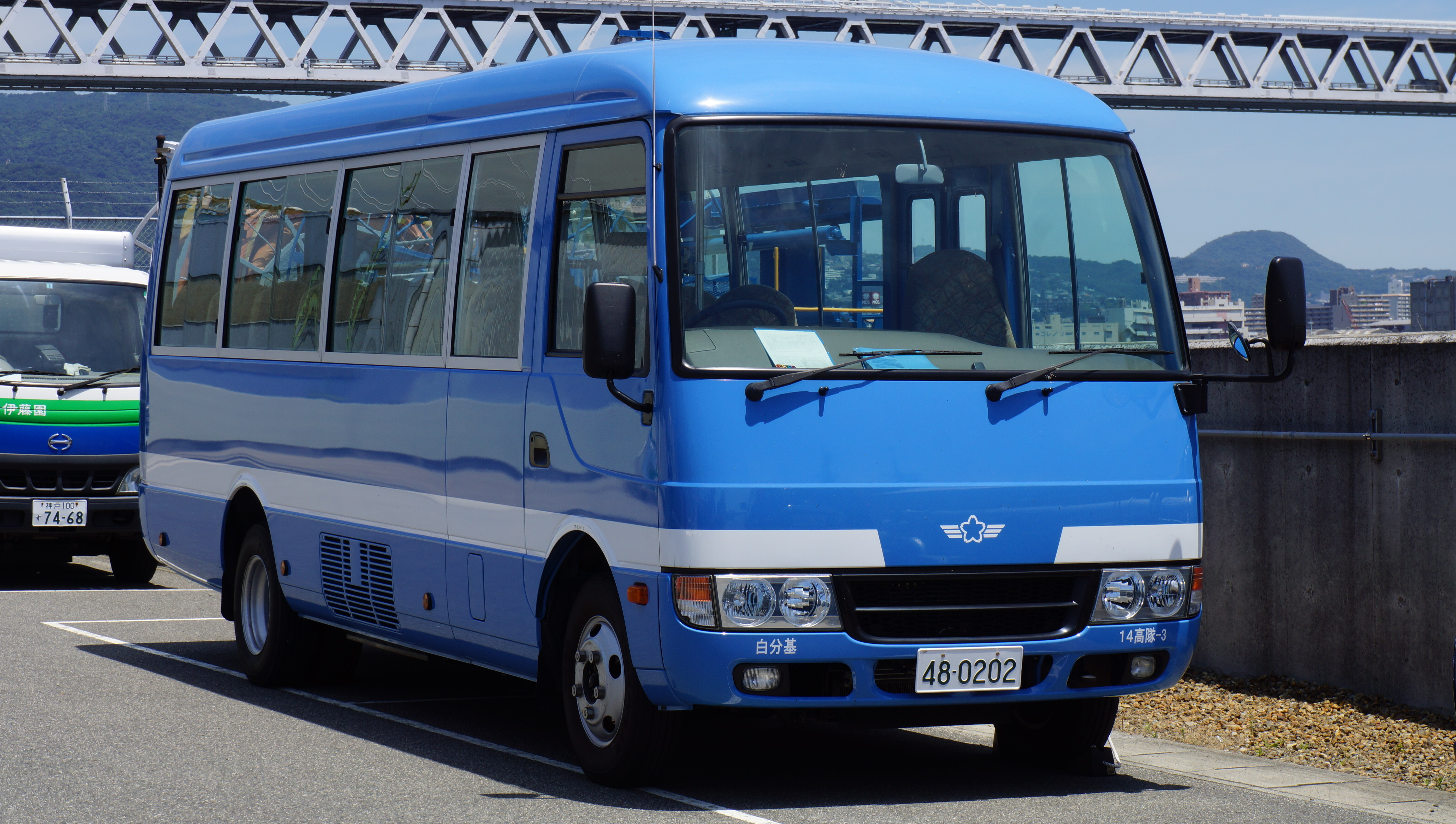
航空自衛隊のサイト用人員輸送車

幹部の兵器管制官と空曹・空士の警戒管制員が配置されているが、主に要撃戦闘機との交信は無線機等を遠隔操作し、DCと呼ばれる防空指令所で行われている。日本のレーダーサイトには、警戒監視を行う監視小隊、レーダー・通信機器の整備・管理を行う通信電子小隊や、基地の施設管理や炊事・警備を行う業務小隊等が編成されており、常に配置に就いている。重要影響事態が突発的に発生した場合に備え、宮古島などの一部のレーダーサイトには、平素から外国の軍隊が使用中の電波を傍受・分析するための設備として「地上電波測定装置」が併設され、稼働している。現に、航空自衛隊の地上電波測定装置は、大韓航空機撃墜事件の真相解明に活躍したことがある。
レーダー装置の整備時には、地上の移動式レーダーがカバーを行うこともある。

### レーダーサイト部隊一覧
各レーダサイトには、航空方面隊航空管制団隷下の警戒隊がそれぞれ割り当てられている。
北部航空方面隊 北部航空警戒管制団
- 稚内 第18警戒隊 - J/FPS-7B（2022年（令和4年）より運用を開始[7]、地上電波測定装置併設）
- 網走 第28警戒隊 - J/FPS-4
- 根室 第26警戒隊 - J/FPS-2A（地上電波測定装置併設）
- 当別 第45警戒隊 - J/FPS-3改
- 襟裳 第36警戒隊 - AN/FPS-20S（英語版）・AN/FPS-6S（英語版）（2023年（令和5年）8月で運用終了[8]）
- 大湊 第42警戒隊 - J/FPS-5B
- 山田 第37警戒隊 - J/FPS-2
- 加茂 第33警戒隊 - J/FPS-3改
- 奥尻島 第29警戒隊 - J/FPS-4（地上電波測定装置併設）

中部航空方面隊 中部航空警戒管制団
- 大滝根山 第27警戒隊 - J/FPS-3改
- 佐渡 第46警戒隊 - J/FPS-5B
- 峯岡山 第44警戒隊 - J/FPS-4
- 輪島 第23警戒隊 - J/FPS-3改
- 御前崎 第22警戒隊 - J/FPS-2
- 経ヶ岬 第35警戒隊 - J/FPS-3改
- 笠取山 第1警戒隊 - J/FPS-3A改
- 串本 第5警戒隊 - AN/FPS-20S・AN/FPS-6S

西部航空方面隊 西部航空警戒管制団
- 高尾山 第7警戒隊 - J/FPS-4
- 見島 第17警戒隊 - J/FPS-7（BMDに対応）
- 海栗島 第19警戒隊 - J/FPS-7
- 背振山 第43警戒隊 - J/FPS-3A改（地上電波測定装置｢J/FLR-4｣併設）
- 福江島 第15警戒隊 - J/FPS-4（地上電波測定装置｢J/FLR-4A｣併設）
- 下甑島 第9警戒隊 - J/FPS-5A
- 高畑山 第13警戒隊 - J/FPS-7（BMDに対応）

南西航空方面隊 南西航空警戒管制団
- 沖永良部島 第55警戒隊 - J/FPS-7（BMDに対応予定）
- 久米島 第54警戒隊 - J/FPS-4
- 与座岳 第56警戒隊 - J/FPS-5C
- 宮古島 第53警戒隊 - J/FPS-7（BMDに対応予定、地上電波測定装置｢J/FLR-4A｣併設）

※上記以外にも、訓練・教育用として以下のサイトがある。
- 硫黄島 硫黄島基地隊 - J/FPS-2
- 浜松 第1術科学校 - J/FPS-2